# Wells Coates

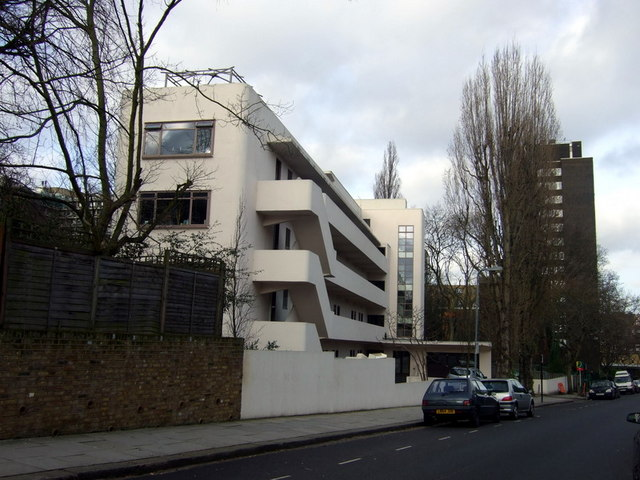
Edificio Isokon (1933-1934), Lawn Road Flats, Hampstead (Londres)

Wells Wintemute Coates (Tokio, 17 de diciembre de 1895-Vancouver, 17 de junio de 1958) fue un ingeniero y diseñador canadiense establecido en el Reino Unido, de estilo racionalista. 

## Trayectoria
Nació en Tokio (Japón) en 1895, hijo de los misioneros metodistas Harper Havelock Coates y Sarah Agnes Wintemute. En la Primera Guerra Mundial sirvió como piloto de la Royal Air Force. Estudió ingeniería en la Universidad de Columbia Británica, donde se tituló en 1922. Posteriormente amplió sus estudios en el East London College de Londres, donde se doctoró en 1924. Ese año entró a trabajar en la firma de diseño Adams & Thompson, hasta que en 1928 se estableció por su cuenta. Su primera obra fue la decoración de los almacenes Cresta Silks (1928-1932).
En 1932 fue elegido junto a Serge Chermayeff y Raymond McGrath para diseñar las instalaciones interiores de la Casa de la Radio de Londres. Ese año se integró en el grupo artístico de vanguardia Unit One, en el que figuraban también Henry Moore y Barbara Hepworth.
Al año siguiente fue uno de los fundadores, con Maxwell Fry y Francis Yorke, del Modern Architectural Research Group (MARS), la sección inglesa del Congreso Internacional de Arquitectura Moderna (CIAM), del que fue presidente. Fue el representante inglés en el IV Congreso del CIAM celebrado en 1933 en Atenas y, posteriormente, fue presidente de la comisión de Industrialización de la construcción del CIAM.
Una de sus obras más emblemáticas fue el edificio Isokon de Lawn Road Flats en Hampstead (1933-1934), un edificio de cuatro plantas con una fachada de balcones a franjas dispuestos en voladizo, a los que se accede por una escalera exterior. Aquí vivieron varios exiliados de la Alemania nazi, como Marcel Breuer, Walter Gropius y László Moholy-Nagy. Poco después fue autor de una casa de campo en North Benfleet, Essex (1934-1936).
En 1934 diseñó la casa estandarizada Sunspan House, proyectada sobre una planta curva, que se construyó bajo licencia en diversos lugares. Entre ese año y 1937 edificó dos grandes bloques de viviendas, Embassy Court en Hove y 10 Palace Gate en Kensington (Londres), este último inspirado en el Pabellón suizo de la Ciudad Internacional Universitaria de París diseñado por Le Corbusier.
Como diseñador cabe destacar una gama de aparatos de radio para la empresa EKCO (1932) y unos muebles de tubo y contraplacado para la firma PEL Ltd.
Durante la Segunda Guerra Mundial sirvió de nuevo en la Royal Air Force, esta vez trabajando en el desarrollo de aviones de combate, labor por la que fue nombrado Oficial de la Orden del Imperio británico. En 1946 diseñó el catamarán Wingsail y un yate de veinticinco toneladas.
Ante la falta de encargos en la Inglaterra de posguerra marchó a Estados Unidos, donde fue profesor en la Graduate School of Design de la Universidad de Harvard entre 1955 y 1956. Posteriormente regresó a su país natal, donde participó en la planificación de la nueva ciudad de Iroquois en Ontario y redactó en 1957 para la British Columbia Electric Company un informe sobre el sistema de transporte urbano rápido Monospan.